# 纽芬兰三色旗
纽芬兰三色旗是纽芬兰与拉布拉多，有时更明确地指纽芬兰岛的一种被大众接受的但非官方的旗帜。也被称为粉白绿旗，旗帜的比例为1:2,上有三个等宽颜色分别为绿（旗杆一端），白和粉红的竖条。纽芬兰三色旗是世界上最早使用粉红色的旗帜，也是北美洲最早的旗帜之一。纽芬兰三色旗被公认创立于1843年。
纽芬兰三色旗在激发爱尔兰共和国国旗的设计中起到了一定的作用。